# Mystides southerni
Mystides southerni är en ringmaskart som först beskrevs av Banse 1954.  Mystides southerni ingår i släktet Mystides och familjen Phyllodocidae. Inga underarter finns listade i Catalogue of Life.